# Jan Rychlík
Jan Rychlík (ur. 27 kwietnia 1916 w Pradze, zm. 20 stycznia 1964 tamże) – czeski kompozytor.

## Życiorys
W latach 1936–1939 kształcił się w wyższej szkole ekonomicznej w Pradze, następnie od 1939 do 1946 roku był uczniem Jaroslava Řídkiego w Konserwatorium Praskim. Występował jako muzyk z zespołami tanecznymi, był autorem muzyki do kilkudziesięciu sztuk teatralnych i filmów. Działał też jako krytyk i pisarz muzyczny, w swoich pracach poruszał zagadnienia m.in. jazzu, gry na instrumentach dętych i instrumentacji.
Początkowo tworzył w konwencji neoklasycystycznej. W latach 50. XX wieku zaadaptował środki typowe dla zachodnioeuropejskiej awangardy takie jak dodekafonia czy serializm, nie ulegając ówczesnym naciskom ideologicznym. Utwory Rychlíka cechują się zwięzłością i klarownością języka muzycznego.

## Wybrane kompozycje
(na podstawie materiałów źródłowych)

### Utwory orkiestrowe
- Uwertura symfoniczna (1944)
- Uwertura koncertowa (1947)
- Tryzna za mrtvého přítele (1948)
- Partita giocosa na orkiestrę dętą (1947)
- Prodromi na orkiestrę kameralną (1963)

### Utwory kameralne
- Suita na kwintet dęty (1946)
- Trio na klarnet, trąbkę i fagot (1948)
- Domácí hudba na flet i klarnet (1950)
- Divertimento na 3 kontrabasy (1952)
- Trio smyczkowe (1953)
- Obrázky a nálady na 10 instrumentów (1953)
- Etiudy na rożek angielski i fortepian (1953)
- 4 Partity na flet (1954)
- 4 studi na flet (1954)
- Komorní suita (Partita da camera) na kwartet smyczkowy (1954)
- Arabesky na skrzypce i fortepian (1955)
- suita Burleskní na klarnet (1956)
- serenada Vzpomínky na oktet dęty (1958)
- Kwintet dęty (1960)
- Hommagi clavicembalistici na klawesyn (1960)
- Africký cyklus na 8 instrumentów dętych i fortepian (1962)
- Relazioni na flet altowy, rożek angielski i fagot (1963)

### Utwory wokalne
- Pasáčké hlášení na chór dziecięcy (1949)
- Šibeniční madrigaly na chór kameralny a cappella (1961)

### Utwory wokalno-instrumentalne
- Jihočeské pisničky na głos, skrzypce, klarnet i klarnet basowy (1949)
- O nemocném Jirkovi i V dešti na głos dziecięcy o fortepian (1949)
- Písně žáků darebáků na chór męski i instrumenty (1960)
- Posměšky na chór dziecięcy i dziecięcy zespół instrumentalny (1962)